# Leichtathletik-Weltmeisterschaften 2017/Teilnehmer (Peru)
| Gelbes Symbol für Goldmedaillen mit stilisierten Olympischen Ringen | Graues Symbol für Silbermedaillen mit stilisierten Olympischen Ringen | Braundes Symbol für Bronzemedaillen mit stilisierten Olympischen Ringen |
| ------------------------------------------------------------------- | --------------------------------------------------------------------- | ----------------------------------------------------------------------- |
| —                                                                   | —                                                                     | —                                                                       |

Von Peru wurden drei Athletinnen und vier Athleten für die Leichtathletik-Weltmeisterschaften 2017 in London nominiert.

## Ergebnisse

### Frauen

#### Laufdisziplinen
| Athletin        | Disziplin   | Vorlauf | Vorlauf | Halbfinale | Halbfinale | Finale       | Finale |
| Athletin        | Disziplin   | Zeit    | Platz   | Zeit       | Platz      | Zeit         | Platz  |
| --------------- | ----------- | ------- | ------- | ---------- | ---------- | ------------ | ------ |
| Kimberly García | 20 km Gehen |         |         |            |            | 1:29:13 h NR | 7      |
| Wilma Arizapana | Marathon    |         |         |            |            | 2:43:13 h    | 48     |
| Inés Melchor    | Marathon    |         |         |            |            | 2:35:34 h    | 26     |

### Männer

#### Laufdisziplinen
| Athlet                  | Disziplin   | Vorlauf     | Vorlauf | Halbfinale         | Halbfinale         | Finale             | Finale             |
| Athlet                  | Disziplin   | Zeit        | Platz   | Zeit               | Platz              | Zeit               | Platz              |
| ----------------------- | ----------- | ----------- | ------- | ------------------ | ------------------ | ------------------ | ------------------ |
| David Torrence          | 1500 m      | 3:46,39 min | 32      | nicht qualifiziert | nicht qualifiziert | nicht qualifiziert | nicht qualifiziert |
| César Augusto Rodríguez | 20 km Gehen |             |         |                    |                    | 1:23:05 h PB       | 33                 |
| Jean-Pierre Castro      | Marathon    |             |         |                    |                    | DNF                | DNF                |
| Raúl Machacuay          | Marathon    |             |         |                    |                    | DNF                | DNF                |